# Catuípe
Catuípe är en kommun i Brasilien.   Den ligger i delstaten Rio Grande do Sul, i den södra delen av landet, 1 500 km söder om huvudstaden Brasília. Antalet invånare är 9 323.
Trakten runt Catuípe består till största delen av jordbruksmark. Runt Catuípe är det glesbefolkat, med 19 invånare per kvadratkilometer.